# JFE瀬戸内海ゴルフ倶楽部
JFE瀬戸内海ゴルフ倶楽部（せとないかいゴルフくらぶ）は、岡山県笠岡市にあるゴルフ場。株式会社JFE瀬戸内海エンタープライズが経営している。
1998年から全英オープンの予選を掛けた全英への道 ミズノオープンが開催された(2006年までと2011年～2017年。2007年～2010年はよみうりオープンゴルフトーナメントと統合され、よみうりカントリークラブに会場が移っていた。)
2020年に日本女子プロゴルフ選手権大会 コニカミノルタ杯が開催された。

## 住所
- 岡山県笠岡市鋼管町

## アクセス
- 車の場合

山陽自動車道 笠岡IC

## 競技開催実績
- 1998年 (平成10年) -2006年, 2011年-2017年, 2021年- 全英への道 ミズノオープン開催[1]
- 2020年 (令和2年) 9月 - 日本女子プロゴルフ選手権大会コニカミノルタ杯開催[2]

## 逸話
- 2020年の日本女子ゴルフ選手権において、前年賞金獲得なしで同大会を迎えた田辺ひかりは当ゴルフ場が自宅から車で40分という距離で「何回もラウンドしたことがある。今年だけでも10回は回っている。」という地の利を生かし、2位タイを記録した[3][2]。